# 东北牡蒿
东北牡蒿（学名：Artemisia manshurica）是菊科蒿属的植物。分布在朝鲜、日本以及中国大陆的黑龙江、辽宁、河北、吉林等地，生长于海拔700米的地区，一般生长在灌丛、半湿润地区的山坡、低海拔湿润、草原、路旁、森林草原、林缘及沟边等，目前尚未由人工引种栽培。

## 别名
关东牡蒿（黑龙江）

## 异名
- Artemisia japonica Thunb. var. manshurica (Kom.) Kitag.